# Linia kolejowa Plzeň – České Budějovice
Linia kolejowa Plzeň – České Budějovice (Linia kolejowa nr 190 (Czechy)) – jednotorowa, zelektryfikowana linia kolejowa o znaczeniu krajowym w Czechach. Łączy Pilzno i Czeskie Budziejowice. Przebiega przez terytorium kraju pilznenskiego i południowoczeskiego.